# Альмеж (посёлок)
Альмеж — поселок в составе Опаринского района Кировской области.

## География
Находится на расстоянии примерно 24 километра по прямой на север-северо-запад от районного центра поселка Опарино у железнодорожной линии Котлас-Киров.

## История
Поселок известен с 1926 года. В 1929 году был основан Альмежский лесопункт Опаринского углестранхоза, в 1957 году начал работать Альмежский леспромхоз, которому был передан Латышский лесопункт. В 1926 году отмечено дворов 17 и жителей 52, в 1950 171 и 470, в 1989 году был 1291 житель. До 2021 года входил в Альмежское сельское поселение Опаринского района, ныне непосредственно в составе Опаринского района.

## Население
Постоянное население составляло 695 человек (русские 92 %) в 2002 году, 429 в 2010.